# Pedro Luiz Paoliello
Pedro Luiz Paoliello  (São Tomás de Aquino, 14 de junho de 1919 — São Paulo, 13 de julho de 1998), mais conhecido como Pedro Luiz, foi um locutor e comentarista esportivo brasileiro, considerado um dos maiores narradores da crônica esportiva do Brasil. Participou da cobertura de onze Copas do Mundo e dois Jogos Olímpicos.

## Biografia
Mineiro de São Tomás de Aquino, descendente de italianos, filho de Flodoarde Paoliello e Maria Paoliello, Pedro Luiz Paoliello, mais conhecido como Pedro Luiz, iniciou a sua carreira em 1938, na Rádio Hertz, da cidade de Franca, no Estado de São Paulo.
Teve passagens pelas rádios Atlântica de Santos e Gazeta de São Paulo, antes de se transferir para a Rádio Panamericana em 1950. Mudou-se para a equipe de esportes da Rádio Bandeirantes em 1958, que é considerada uma das melhores já formadas na história do rádio brasileiro. Na capital paulista, também teve passagens marcantes nas rádios Tupi, Difusora e Nacional, quando deixou de narrar e passou a comentar as partidas.
Considerado sóbrios, seus comentários ganharam destaque na Rede Globo, da qual chegou a assumir a Direção de Esportes e ser um dos coordenadores da cobertura da emissora na Copa do Mundo FIFA de 1978, realizada na Argentina. Como comentarista, também atuou nas rádios Record e nas TVs Bandeirantes e Record. Seus últimos momentos profissionais foram vividos na Rádio Gazeta e TV Gazeta. Seu filho Pedro Luis Paoliello Júnior (morto após tentativa de assalto em 2004) também seguiu a profissão e trabalhou junto com o pai na Rádio Gazeta.
Pedro Luiz foi homenageado pelo Museu do Futebol (São Paulo), com seu nome batizando uma das passarelas do complexo esportivo. Em 2015, foi eleito um dos maiores narradores esportivos da história do rádio brasileiro no livro Os Mestres do Espetáculo.